# Opatje selo
Opatje selo (italijansko Opacchiasella ali Oppacchiasella)  je kraj v občini Miren - Kostanjevica na Goriškem Krasu.
Opatje selo je gručasta kraška vas, ki je bila obnovljena po 1. svetovni vojni po načrtu znamenitega arhitekta Maksa Fabianija. Leta 2002 je vas štela 352 prebivalcev, pred 1. svetovno vojno pa jih je bilo čez 500.
V vasi je sedež Krajevne skupnosti Opatje selo, ki poleg istoimenske vasi zajema še naselji Novo vas in Lokvico ter zaselek Segeti. KS Opatje selo šteje skupno okrog 500 prebivalcev.
Opatje selo leži na skrajnem zahodnem delu slovenskega Krasa. Tik pod vasjo, na zahodni strani poteka državna meja z Italijo. 

## Zgodovina
Točna letnica nastanka vasi ni znana. Opatje selo je prvič omenjeno med letoma 1112 in 1121. Ime je vas dobila v zvezi s samostanom ali opatijo v Štivanu, od koder so menihi benediktinci duhovno oskrbovali tamkajšnje kraje. Prej se je Opatje selo imenovalo najbrž le "selo", kot mnoge vasi po Slovenskem
Pred 1. svetovno vojno in po njej je bilo Opatje selo središče občine, le-ta pa je obsegala sedanje slovenske vasi in zaselke, ki so po 2. svetovni vojni pripadli Italiji. Po priključitvi Primorske k matični državi je bila tako občina Opatje selo ukinjena.

### Pred 1. svetovno vojno
V davnini je bilo območje Opatjega sela last oglejskih patriarhov in pod upravo benediktinskega samostana v Štivanu. Kasneje je pripadlo Devinski grofiji (grofom Thurn u. Taxis) – in je pod njeno oblastjo ostalo vse do 1. svetovne vojne.

### Med 1. svetovno vojno
Na območju KS Opatje selo so med 1. svetovno vojno potekali hudi boji v okviru Soške fronte. Vas je bila v celoti porušena, ljudje pa so morali v begunstvo širom avstro-ogrske države (Celje, Maribor, Ljubljana, Češka, Madžarska itd.). Že takrat siromašna kraška krajina je bila z divjanjem 1. svetovne vojne dodatno osiromašena. Na tisoče kubičnih metrov kamenja od izkopanih kavern in strelnih jarkov je bilo razsutih po skromnih pašnikih in njivah. Topovske granate, bojni strupi in požari pa so uničili še skromno vegetacijo. Učinek 1. svetovne vojne na pokrajino je jasno viden še danes.
- Opustošeno Opatje selo med 1. svetovno vojno.

### Po 1. svetovni vojni
Po končani vojni so se preživeli in begunci vrnili v porušeno vas in le kraška trma jim je bila v oporo, da so vztrajali pri obnovi vasi in polj. Ob tem so ponovno oživili tudi Pevsko in bralno društvo »Kras«, ki je bilo ustanovljeno leta 1904, ter tako poskrbeli za kulturno-prosvetno dejavnost. Tradicije tedanjega društva nadaljuje Prosvetno društvo »Kras«, v okviru katerega je posebej aktiven istoimenski moški pevski zbor. Opatje selo je po 1. svetovni vojni pripadlo Italiji. Zaposlitev so tedaj ljudje iskali v okoliških kamnolomih in v tržaški ladjedelnici. Nekateri so se ukvarjali s staro vaško obrtjo–izdelavo bičev ali škarabacev. Le-te so prodajali po vsej deželi. Leta 1921 so napeljali vodovod iz Hublja, ki so ga po nekaj letih opustili zaradi težkih plačilnih pogojev. Tako so morali še naprej rabiti kapnico iz domačega vodnjaka (nov vodovod so zgradili šele leta 1980)
S prihodom fašizma na oblast je življenje postajalo še težje. Mnogi zavedni Slovenci so izgubili zaposlitev, domačo obrt pa je fašizem načrtno zatiral. Slovenska društva so bila prepovedana. Uradni jezik je postala italijanščina, v njej pa je tudi potekal pouk v šoli. V takih razmerah se je nasprotovanje sistemu stopnjevalo in leta 1942 so prvi fantje že odšli v partizane.

### Med 2. svetovno vojno
V tem času je bilo Opatje selo ograjeno z bodečo žico. V vasi je bila nemška komanda zaledne enote TOT, ki je okoli vasi obnavljala strelske jarke in kaverne (avstrijske) iz 1. svetovne vojne, obenem pa gradila nove. V ta namen so v Opatje selo pripeljali mlade fante in može, ki so bili prisilno mobilizirani v delovne brigade. V glavnem so to bili Furlani in fantje iz gorskih vasi Tolminske. Za varovaje vojaških objektov, poti in delavcev so pod nemško komando skrbeli Četniki.

### Po 2. svetovni vojni
Ko je bila postavljena meja med Italijo in Jugoslavijo, je Opatje selo ostalo odrezano od vseh dotedanjih delovnih mest v Tržiču, Gorici in okolici. Ostalo je brez cestne povezave proti Vipavski dolini, saj je bil prehod preko italijanskega ozemlja sprva nedovoljen. Ljudje so se zaposlili v oddaljenih krajih – Jesenicah, Ljubljani, Kopru, Reki, Puli. Mnogi so se tja izselili, tako da je vas Opatje selo ostala na pol prazna. Dodatno je k praznjenju vasi pripomoglo izseljevanje ljudi, ki so šli s trebuhom za kruhom na druge kontinente (Avstralija, Amerika).
Kasneje, ko je bila vzpostavljena cestna povezava z Vipavsko dolino in so se pričela odpirati nova delovna mesta npr. v Novi Gorici, Ajdovščini, Šempetru in Mirnu, so se ljudje večinoma vrnili domov in se zaposlili v bližini.
Z izboljšanjem življenjskih pogojev – infrastrukture in prometa – se je število prebivalcev v Opatjem selu prenehalo zmanjševati, od leta 1972 dalje stalno narašča. V sedemdesetih in osemdesetih letih je bilo veliko hiš na novo zgrajenih (proces se nadaljuje) in mlade družine ostajajo doma, s tem pa narašča tudi število otrok, kar zagotavlja nadaljnji obstoj in razvoj Opatjega sela. Po uvedbi nove lokalne samouprave pred nekaj leti je Opatje selo prešlo pod okrilje novoustanovljene Občine Miren - Kostanjevica.
Od leta 1972 dalje Opatje selo vzdržuje tradicijo prvomajskih srečanj, ob tem vseskozi goji pristne odnose z zamejskimi Slovenci in nasploh sosednjimi italijanskimi kraji in organizacijami.

## Prebivalstvo
Opatje selo in okolica mejita proti zahodu na ozemlje, ki ga naseljujejo Furlani in Italijani iz drugih pokrajin. Po imenih in priimkih je zaznavna jezikovna meja. Prvotni priimki so bili leta 1494 pristno slovenski, kot Pahor, Jelen,... Današnji priimki pa so od ljudi, ki so pribežali ali tam iskali delo. V 14. in 15. stoletju je Kras zašel v hudo gospodarsko krizo zaradi kužnih bolezni in zaradi Turkov. Prvič so Turki prišli na Kras leta 1469 in potem leto za letom do konca 15. stoletja najmanj petnajstkrat. Cele kraške vasi so ostale puste in prazne. Tako so nastale opustele kmetije, pustote, ki jih je zemljiška gosposka skušala naseliti s koloni iz Furlanije in Karnije ali z begunci iz Bosne in Hrvaške.

## Bičarstvo
Ta obrt je iz Furlanije v Opatje selo prišla okoli leta 1870. V vasi je bilo takrat 8 delavnic s 50 delavci. Bič ali "škarabac" (ita. baca in bacchetta pomeni šibo, scoria pa bič) se izdeluje iz koprivovca (Celtis australis), ki raste večinoma ob njivah. Deblo mora biti čisto vsaj 170 cm v višino in debelo 20 - 30 cm, kar je za 8 do 10 »škarabacev«.
Izdelovali so gladke za konje in pletene za vole. Gladek bič je bil dolg 150 - 200 cm, platnen pa 90 - 120 cm. Končane biče so pakirali po 15 - 18 v snop in jih prodali po vsej Avstriji. 
Po letu 1960 so živino zamenjali traktorji, zato se je prodaja začela postopoma zmanjševati.